# 5 de novembre
El 5 de novembre o 5 de santandria és el tres-cents novè dia de l'any del calendari gregorià i el tres-cents desè en els anys de traspàs. Queden 56 dies per finalitzar l'any.

## Esdeveniments
Països Catalans
- 1938 - Tarragona: l'aviació franquista bombardeja la ciutat.
- 1926 - Observatori Fabra, Barcelona: l'astrònom català Josep Comas i Solà descobreix el cometa 32P/Comas Solà.
- 1999 - Madrid (Espanya): s'hi promulga la llei que permetrà als pares de triar l'ordre dels dos cognoms dels fills.

Resta del món
- 1605 - Londres (Anglaterra): hi arresten Guy Fawkes, quan -amb uns sequaços- intentava de fer esclatar el parlament anglès.
- 1757 - Rossbach (Saxònia-Anhalt, Alemanya): l'exèrcit de Prussià va guanyar la batalla de Rossbach en el curs de la Guerra dels Set Anys.
- 1838 - Hondures: aquest país se separa dels Estats Units de Centreamèrica, cosa que en desencadena la desintegració.
- 1914 - Xipre: el Regne Unit s'annexiona l'illa i, aliat amb França, declara la guerra a l'Imperi Otomà.
- 1916 - Els emperadors d'Alemanya i Àustria-Hongria proclamen el regne de Polònia.
- 1935 - els Estats Units: Parker Brothers llança al mercat el joc Monopoly.[2]
- 1937 - Adolf Hitler manté una reunió privada amb els seus generals on exposa els seus plans de guanyar "espai vital" a través de la guerra.
- 1945 - Colòmbia es converteix en membre de les Nacions Unides.
- 1992 - el Consell d'Europa aprova la Carta Europea de les Llengües Regionals o Minoritàries, CELRM.
- 2004 - Gaza (Palestina): els diferents grups polítics i armats palestins acorden de garantir la calma al país arran de la previsible mort d'Arafat (que s'esdevindrà l'11 de novembre del 2004).
- 2006 - Saddam Hussein, ex-president de l'Iraq, és condemnat a la forca.
- 2007 - Google llança el sistema operacional Android per telèfons mòbils.

## Naixements
Països Catalans
- 1864 - Cienfuegos, Cuba: Montserrat Garriga Cabrero, botànica catalana (m. 1956).[3][4]
- 1881 - Lobos, Argentina: Sara Llorens, mestra i escriptora, considerada la primera folklorista catalana (m. 1954).[5]
- 1886 - Illa, Rosselló: Josep Sebastià Pons, escriptor nord-català (m. 1962).
- 1897 - Sabadell: Xavier Sanahuja i Forgas, republicà federal català.
- 1928 - Montcada i Reixac: Ramon Calduch, cantant català (m. 2008).
- 1941 - Barcelona: Jaume Perich, humorista gràfic català (m. 1995).
- 1942 - Vila-real: Vicent Pitarch, filòleg i sociolingüista valencià.[6]
- 1948 - Vila-sacra, Alt Empordà: Maria Josepa Arnall i Juan, investigadora i professora catalana (m. 2002).[7]
- 1959 - Sabadell: Montserrat Torruella i Alsina, mezzosoprano catalana (m. 2014).[8]
- 1963 - Figueres: Montserrat Aguer i Teixidor, experta en la figura de Salvador Dalí.[9]
- 1965 - Sallent, Bages: Laura Massana i Mas, treballadora social i política catalana.[10]
- 1973 - València: Isaura Navarro i Casillas, sindicalista, advocada i política valenciana.
- 1988 - Badalona: Raúl Álvarez Genes o Auronplay, es un streamer, youtuber i humorista català.

Resta del món
- 1607 - Colònia: Anna Maria van Schurman, pintora, gravadora, poeta i erudita germanoholandesa (m. 1678).[11]
- 1754 - Mulazzo, Itàlia: Alessandro Malaspina, oficial de l'Armada Espanyola d'origen italià.
- 1854 - Carcassona, França: Paul Sabatier, químic francès, Premi Nobel de Química de l'any 1912 (m. 1941).[12]
- 1890 - Okrouhlice, República Txeca: Jan Zrzavý, pintor, artista gràfic i il·lustrador txec.
- 1900 - Penzance, Anglaterra: Ethelwynn Trewavas, ictiòloga britànica (m. 1993).[13]
- 1913 - Darjeeling, Índia Britànica: Vivien Leigh, actriu anglesa de teatre i cinema (m. 1967).[14]
- 1917 - Challans, França: Jacqueline Auriol, aviadora francesa que va establir diversos rècords de velocitat mundials (m. 2000).[15]
- 1920 - Cambridge (Massachusetts), EUA: Douglass North, economista, Premi Nobel d'Economia de 1993 (m. 2015).
- 1923 - Jesenice, Croàcia: Biserka Cvejić, mezzosoprano sèrbia d'origen croat (m. 2021).[16]
- 1938 - Nova York, EUA: Joe Dassin, cantautor d'origen estatunidenc (m. 1980).
- 1943 - Ford Sheridan, Illinois: Sam Shepard, dramaturg, actor, director de cinema i guionista nord-americà (m. 2017).[17]
- 1945 - Atenes, Grècia: Aleka Papariga, política grega, entre 1991 i 2013 secretària general del Partit Comunista de Grècia, la primera dona a ocupar aquest càrrec.
- 1947 - Hamburg, Alemanya: Fritz Schumacher, arquitecte i urbanista.
- 1948 - Wilkes-Barre, Pennsilvània, EUA: William Daniel Phillips, físic nord-americà, Premi Nobel de Física de l'any 1997.
- 1952 - Dehradun, Uttarakhand, Índia: Vandana Shiva, física, filòsofa, ecologista, escriptora, i activista índia en defensa del medi ambient.
- 1960 - 
  - Londres: Tilda Swinton, actriu de teatre i cinema i productora britànica.[18]
  - Gaza: Khalil al-Hayya, polític i líder de Hamàs.[19]
- 1963 - Los Angeles, Tatum O'Neal, actriu nord-americana.[20]
- 1968:
  - Roma, Aitana Sánchez-Gijón, actriu de cinema, teatre i televisió.
  - Nova York, Estats Units: Seth Gilliam, Actor nord-americà.

- 1980 - 
  - Ibrahim Maalouf trompetista, pianista, compositor de músiques de pel·lícules, arranjador, productor i professor de música.
  - Mairena del Alcor, Sevilla: Eva María González Fernández, model, actriu i presentadora de televisió espanyola.[21]

## Necrològiques
Països Catalans
- 1930 - Sabadell (Vallès Occidental): Ferran Llàcer i Carrera, precursor de l'aviació esportiva català.
- 1937 - Barcelona: Josep Mongrell i Torrent, pintor valencià (n. 1870).
- 2009 - Barcelona: Maria Oliveras i Collellmir, la primera metgessa anestesiòloga catalana (n. 1910).[22]
- 2010 - Palma: Catalina Valls Aguiló de Son Servera, actriu i escriptora mallorquina (n. 1920).[23]

Resta del món
- 1807 - Roma (Itàlia): Angelika Kauffmann (o Angelica Kauffmann), pintora austrosuïssa, especialitzada en la tècnica del retrat.[24]
- 1921 - Elizabeth, Antoinette Blackwell, primera dona ordenada ministra principal protestant als Estats Units.[25]
- 1930 - Utrecht (Països Baixos): Christiaan Eijkman, metge i patòleg neerlandès, Premi Nobel de Medicina o Fisiologia de l'any 1929 (n. 1858).
- 1944 - París (França): Alexis Carrel, biòleg i cirurgià francès, Premi Nobel de Medicina o Fisiologia de l'any 1912 (n. 1873).
- 1948 - Tànger: Marga d'Andurain, aventurera francesa i presumpta criminal (n. 1893).[26]
- 1956 - Los Angeles, Califòrnia, Estats Units: Art Tatum fou un pianista de jazz estatunidenc (n. 1909).[27]
- 1963 - Ciutat de Mèxic: Luis Cernuda, poeta i crític literari espanyol (m. 1902).
- 1971 - Istanbul, Turquia: Yaşar Nezihe Hanım, poetessa turca (n. 1882).[28]
- 1972 - Boise, Idaho, Estats Units: Reginald Owen, guionista, escriptor i actor britànic.
- 1975 - Nova York (EUA):: Edward Lawrie Tatum, biòleg, químic i genetista estatunidenc, Premi Nobel de Medicina o Fisiologia de l'any 1958 (n. 1909).
- 1989 - Nova York (Estats Units): Vladimir Horowitz, pianista nord-americà d'origen ucraïnès (n. 1903).[29]
- 1996 - Asunción, Paraguai: Rina Celi, cantant barcelonina de jazz i música lleugera i actriu dels anys quaranta.[30]
- 1997 - Oxford (Regne Unit): Isaiah Berlin, politòleg i historiador de les idees; és considerat com un dels principals pensadors liberals del segle xx (n. 1909).[31]
- 2010:
  - Ann Arbor, EUA: Shirley Verrett, mezzosoprano afroamericana, que també cantà amb èxit papers de soprano (n. 1931).[32]
  - Londres, Regne Unit: Rozsika Parker, psicoterapeuta, historiadora de l'art i escriptora britànica (n. 1945).
- 2012 - Nova York (EUA): Elliott Carter, compositor estatunidenc (n. 1908) (103 anys).[33]
- 2015 - Oslo: Nora Brockstedt, cantant noruega, primera representant del seu país, i en dues ocasions, a Eurovisió (n. 1923).[34]

## Festes i commemoracions
- Regne Unit: nit de les fogueres (bonfire night) o de Guy Fawkes, per celebrar l'intent fallit de dinamitar el parlament.
- Santoral: sants Gai d'Efes i Patrobas de Nàpols, un dels Setanta deixebles; Guerau de Besiers, bisbe; Hermenegild de Salcedo, monjo; Àngela de la Creu (a Sevilla; festivitat: 2 de març), fundadora de les Germanes de la Companyia de la Creu.